# Madre naturaleza

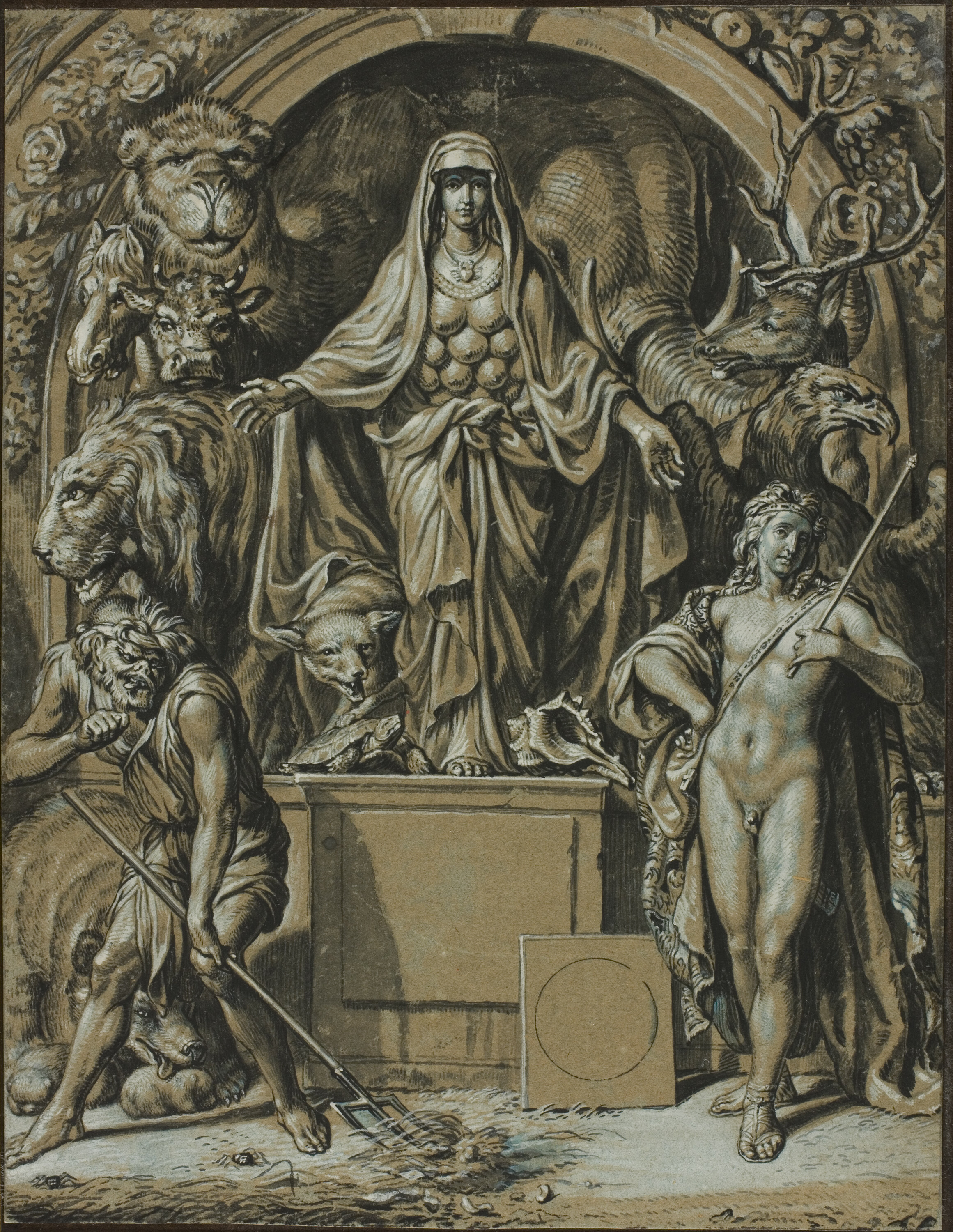
Diana de Éfeso como alegoría de la naturaleza. Joseph Werner, c. 1680

La expresión «madre naturaleza» (también «madre tierra» o «tierra madre»), cuyas raíces son grecorromanas, es utilizada para designar el arquetipo o personificación de la naturaleza (cf. physis). Hace alusión simbólicamente a los aspectos vitales de esta, centrándose en el papel de diosa madre. El concepto está lejos de ser universal y no hay un término o concepto equivalente en muchos idiomas y/o culturas.

## La tradición de la historia occidental

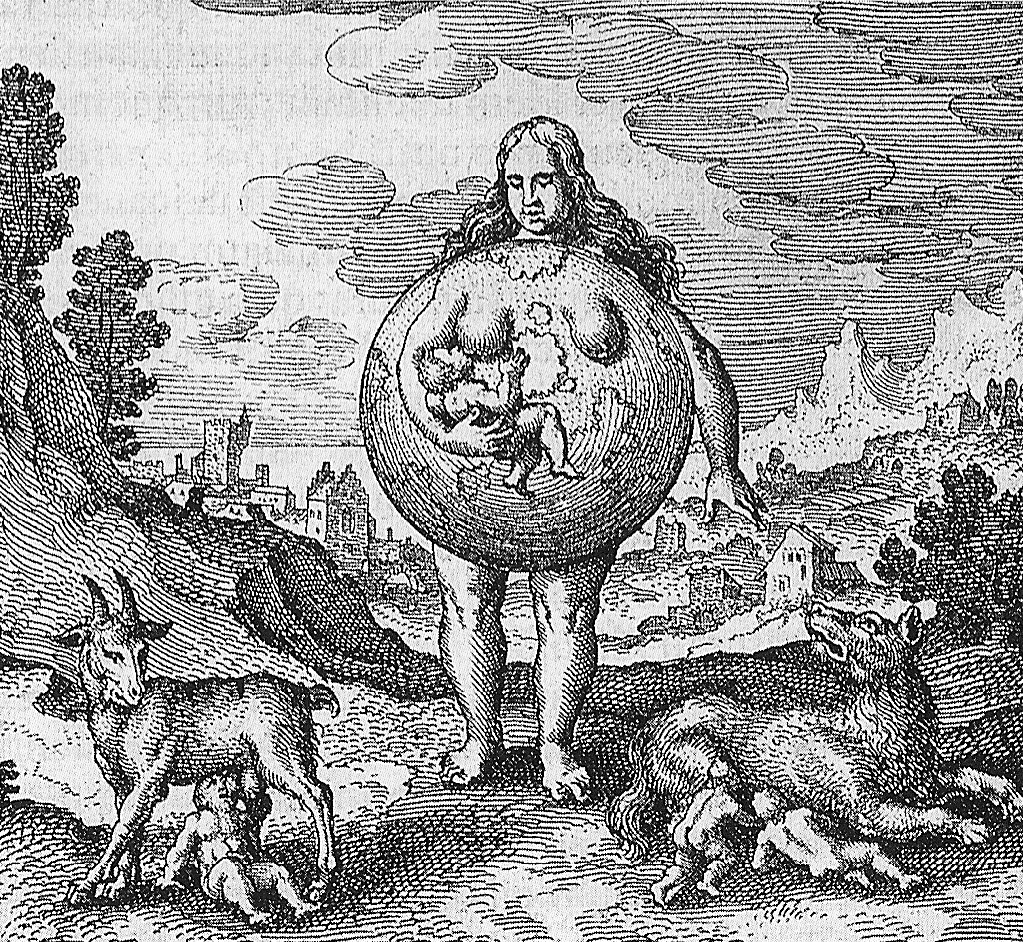
Imagen de la madre naturaleza, texto alquímico del, Atalanta Fugiens.

La palabra «naturaleza» proviene de la palabra latina natura, que significa «nacimiento o carácter». En inglés, su primer uso registrado (en el sentido de la totalidad de los fenómenos del mundo) fue en 1266 AD. Natura y la personificación de la madre naturaleza, fue muy popular en la Edad Media. Como concepto, sentado entre lo divino y lo humano, se puede rastrear a la antigua Grecia, aunque la tierra (o eorþe en el período del inglés antiguo) puede haber sido personificada como una diosa. Los nórdicos también tenían una diosa llamada Jörð («tierra»).
El primer uso escrito es en el griego micénico: Ma-ka (transliterado como ma-ga), «madre tierra», escrito en escritura silábica lineal B (siglos XIII o XII aC). Los diversos mitos de las diosas de la naturaleza, como Inanna/Ishtar (mitos e himnos atestados en tablillas mesopotámicas desde el 3er milenio a. C.) muestran que la personificación de los lados creativo y protector de la naturaleza como deidades femeninas tiene raíces profundas. En Grecia, los filósofos presocráticos habían ‘inventado’ la naturaleza cuando resumían la totalidad de los fenómenos del mundo como singular: φύσις (phýsis), y esto fue heredado por Aristóteles. Más tarde, los pensadores cristianos medievales no vieron la naturaleza como inclusiva de todo, sino que pensaron que ella había sido creada por Dios; su lugar estaba en la tierra, debajo de los cielos y la luna inmutables. La naturaleza estaba en algún lugar en el centro, con agentes encima de ella (ángeles), y debajo de ella (demonios e infierno). Para la mente medieval, ella era solo una personificación, no una diosa.

### Mito griego

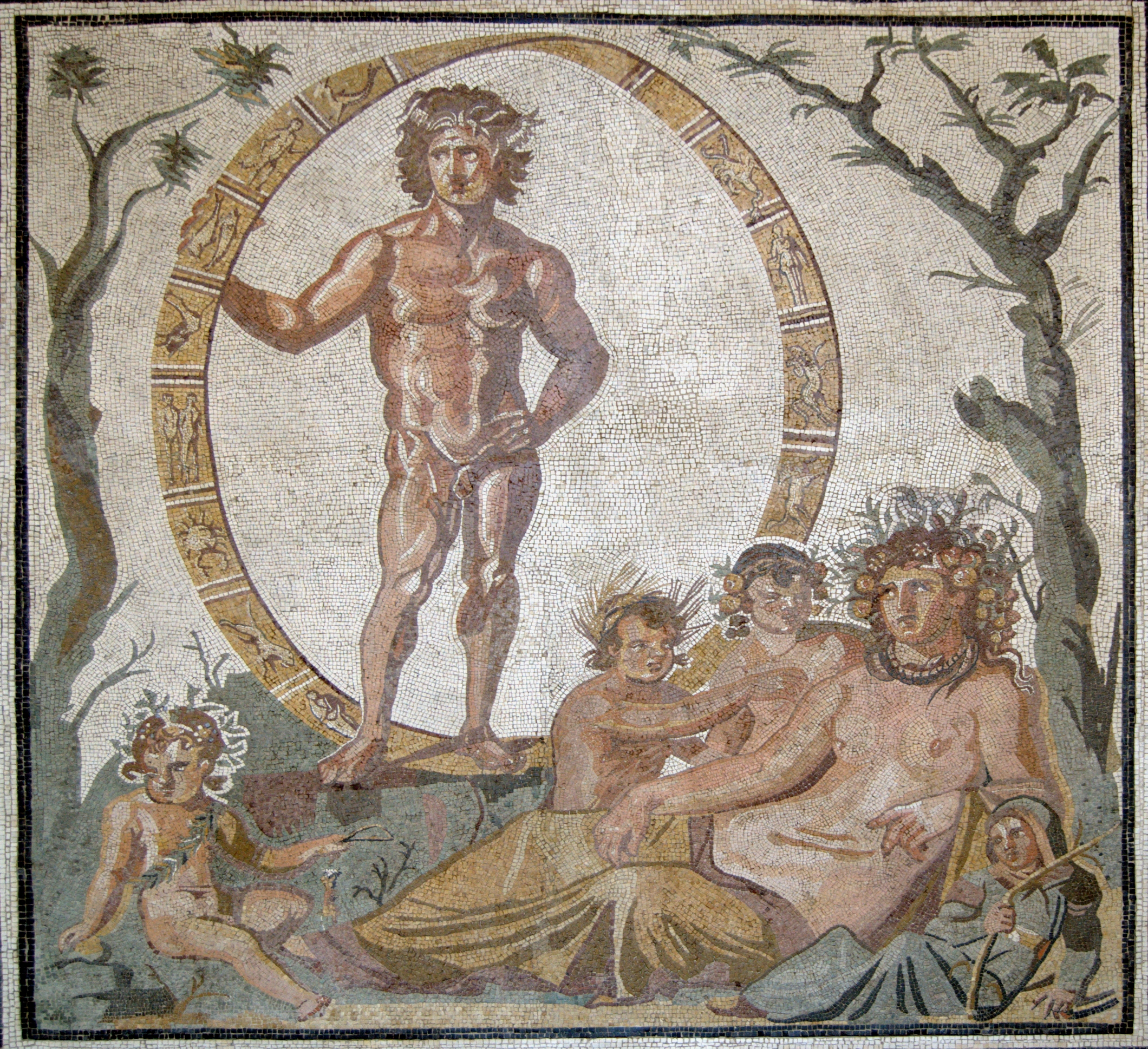
Aion, Gaia y sus cuatro hijos.

En la mitología clásica existía la Naturaleza (Φύσις, Natura) como teónimo, en calidad de personificación divina. No obstante su uso es tardío y estaba reservado más bien a los círculos filosóficos u órficos. Así Damascio declaró que la Naturaleza es una diosa creadora de todas las cosas, primigenia, madre y padre y autoengendrada, reafirmando su esencia como deidad primordial. Otras figuras mitológicas con atribuciones principales de madre tierra o madre naturaleza son Ceres, Cibeles, Deméter, Gea, Rea o Telus.
En la mitología griega, Perséfone, hija de Deméter (diosa de la cosecha), fue secuestrada por Hades (dios de los muertos) y llevada al inframundo como su reina. Deméter estaba tan perturbada que no crecerían los cultivos y «toda la raza humana habría perecido de hambre cruel y mordaz si Zeus no hubiera estado preocupado» (Larousse 152). Zeus obligó a Hades a devolver a Perséfone a su madre, pero mientras se encontraba en el inframundo, Perséfone había comido granada. Las semillas, el alimento de los muertos y, por lo tanto, ella debe pasar parte de cada año con Hades en el inframundo. El dolor de Demeter por su hija en el reino de los muertos, se refleja en los áridos meses de invierno y su alegría cuando Perséfone regresa se refleja en los abundantes meses de verano.

Demeter tomaría el lugar de su abuela, Gaia, y su madre, Rea, como diosa de la tierra en un momento en que los humanos y los dioses pensaban que las actividades de los cielos eran más sagradas que las de la tierra.
Creation Myths of the World: An Encyclopedia, David Adams Leeming

### Roma antigua
El poeta epicúreo romano Lucrecio abre su poema didáctico De rerum natura, al dirigirse a Venus como una verdadera madre de la naturaleza. Lucrecio usa a Venus como «un símbolo personificado para el aspecto generativo de la naturaleza». Esto tiene que ver en gran medida con la naturaleza del trabajo de Lucrecio, que presenta una comprensión no teísta del mundo que evita la superstición.

## Otro
Aunque los conceptos grecorromanos pueden trazar paralelismos, otras culturas tienden a tener simplemente una deidad femenina de la cosecha y una deidad de la fertilidad, y/o una fuerza femenina personificada para desastres naturales destructivos, sin embargo, hay una diferencia; una personificación unificada a menudo no aplica todo lo anterior como en los conceptos grecorromanos.

### Los pueblos indígenas de las Américas
La leyenda de algonquinos dice que «debajo de las nubes vive la madre tierra, de quien se deriva el Agua de la Vida, que en su seno alimenta plantas, animales y humanos» (Larousse 428). Ella es también conocida como Nokomis, la abuela.
En la mitología inca, Mama Pacha o Pachamama es una diosa de la fertilidad que preside la siembra y la cosecha. La Pachamama generalmente se traduce como «madre tierra», pero una traducción más literal sería «madre universo» (en aimara y quechua mamá= madre/pacha= mundo, espacio-tiempo o el universo). Pachamama y su esposo, Inti, son las deidades más benévolas y son adorados en partes de las cordilleras andinas (que se extienden desde el Ecuador actual hasta Chile y Argentina).

### Sudeste asiático
En los países de indochina del sudeste asiático de Camboya, Laos y Tailandia, la tierra (tierra firme) se personifica como Phra Mae Thorani, pero su papel en la mitología budista difiere considerablemente del de la madre naturaleza. En el archipiélago malayo, ese papel lo desempeña Dewi Sri, la madre del arroz en las Indias Orientales.

## Cultura popular
- A principios de la década de 1970, un anuncio de televisión presentaba a la actriz Dena Dietrich como la madre naturaleza. Molesta por un narrador fuera de la pantalla que le informa que ha confundido a la margarina de gasa con mantequilla, ella responde con el eslogan de marca registrada: "No es agradable engañar a la madre naturaleza" (subrayado con un trueno y rayos).[9]
- La madre naturaleza aparece en la película animada Aquel año sin Santa Claus, con la voz de Rhoda Mann. En esta versión es la madre de Heat Miser y Snow Miser.
- La madre naturaleza aparece como un personaje recurrente en Los pitufos, con voz de June Foray.
- La banda de rock progresivo Kansas grabó la canción "Death of Mother Nature Suite" como una protesta contra la industrialización.
- La madre tierra aparece en un especial televisivo sobre eel Día de la Tierra, interpretada por Bette Midler. Cuando se cae del cielo y se desmaya debido a los problemas con la naturaleza, la llevan al hospital, donde la atienden Doogie Howser y otros médicos.
- La madre naturaleza aparece en Happily Ever After, con la voz de Phyllis Diller. Allí es representada como la fuerza más poderosa del bien, teniendo control completo sobre la naturaleza, así como la capacidad de crear criaturas a partir de pociones que hace en su santuario.
- La madre naturaleza es un personaje recurrente en El show del Pájaro Loco, con la voz de B. J. Ward. Es representada como un hada que a menudo se asegura de que el Pájaro Loco esté haciendo su parte en la naturaleza. Ela también aparece en El pájaro loco (serie web de 2018).
- La madre naturaleza es un personaje secundario en Santa Cláusula 2 y Santa Cláusula 3, interpretada por Aisha Tyler. Se la muestra como la líder del Consejo de Figuras Legendarias (que también consiste en Papá Noel, el Conejo de Pascua, Cupido, el Padre Tiempo, Sandman, el Ratón Pérez y Jack Frost).
- La madre naturaleza aparece en A Miser Brothers' Christmas (una secuela de Aquel año sin Santa Claus), con voz de Patricia Hamilton. Además de Heat Miser y Snow Miser, también se la muestra como la madre de Earthquake, Thunder and Lightning, the Tides y North Wind. Después de que Santa Claus se lesionara durante una de las peleas de los Hermanos Miseria (con una parte de los secuaces de North Wind saboteando en secreto el nuevo trineo de Santa), ella y la Sra. Claus hacen que los Hermanos Miseria trabajen en el taller de Santa Claus para compensarlo.
- La madre naturaleza aparece en John Hancock, escrita por Bo Bissett. Allí se la conoce como Tara, un homenaje a su nombre en la mitología romana, que es Terra o Terra Mater.
- La madre naturaleza es un personaje recurrente en la serie Stargate SG-1, en la cual es retratada como una antigua ascendida llamado Oma Desala.
- La película animada Epic presenta a un personaje llamado Queen Tara (con la voz de Beyoncé Knowles), que es un ser parecido a la madre naturaleza.
- La madre naturaleza es un personaje de la serie de libros infantiles The Guardians of Childhood, de William Joyce. La hija perdida de Boogieman Pitch, es una mujer joven que puede controlar los fenómenos de la naturaleza. Ella permanece oculta mientras mira el mundo. La historia de su personaje se expande en el último libro de la serie, The Sandman and the War of Dreams.
- Aparece en una campaña publicitaria para los productos de higiene femenina de Tampax, como una mujer con una falda de tweed verde, entregando un "regalo" rojo a las mujeres jóvenes, que normalmente la ahuyentan o la golpean, como dice la voz en off, "Sé más lista que la madre naturaleza".
- La madre naturaleza (Emma Booth) aparece en un importante papel recurrente en la séptima temporada de Once Upon a Time. En esta serie, ella también es Gothel, la antagonista del cuento de hadas Rapunzel.
- Una representación de la madre naturaleza aparece en la película de Darren Aronofsky de 2017 Mother!, interpretada por Jennifer Lawrence.